# Плещіївка
Плещі́ївка — село Іллінівської сільської громади Краматорського району Донецької області, України.

## Загальні відомості
Відстань до райцентру становить близько 44 км і проходить автошляхом Т 0516.
У селі розташований колійний пост Плещіївка (колишній роз'їзд, потім станція). Плещіївка розташована на лівому березі Кривого Торця.
Поруч розташоване Клебан-Бицьке водосховище та регіональний ландшафтний парк «Клебан-Бик».
Біля села розташована геологічна пам’ятка природи загальнодержавного значення - Балка Кравецька.

## Історична довідка
На мапі 1888 року на місці сучасної Плещіївки нанесено залізничну будку.
Періодом заснування села називають першу половину 19 століття. Деякі краєзнавці припускають, що село з’явилося невдовзі, після Столипінської аграрної реформи 1906 року. 
Заснування поселення, ймовірно, пов'язано із заснування залізничного роз'їзду. Своєю назвою зобов'язано поміщику з сусіднього села Іванопілля - Івану Петровичу Плещеєву.
1803 року землю, в якості рангової дачі, в районі сучасної Костянтинівки отримує поміщик Петро Петрович Плещеєв, після його відставки 29 вересня 1876 року у званні капітана. Тоді ж він заселив кріпаками з Харківської губернії та Слов’яносербського повіту села Петрівка (Піщанка) та Іванопілля. Останнє було назване на честь сина Петра Петровича - Івана Плещеєва.
Син Івана Петровича Плещеєва - Федір Іванович Плещеєв, 1876 року організував перший у Катеринославській губернії завод з виробництва вогнетривкої цегли. На заводі працювало 35 робітників. Працював завод із квітня по листопад (сезонно), випускали цегли 250 000 штук.
А через чотирнадцять років його племінник – відставний ротмістр та новий власник заводу Володимир Олександрович Плещеєв, вирішив відкрити друге виробництво. 1902 року на заводі працювало 120 робітників. Випускалося продукції на 50 000 рублів на рік. До 1907 року капітал заводу складав 200 000 рублів. У 1909-1910 роках В.О. Плещеєв продав свій завод Анонімному товариству "Кринична на Донці".
Згадки про Плещіївку можна знайти у документах радянської армії періоду Української революції. Так в оперативному зведенні штабу групи військ Харківського напрямку від 5 лютого 1919 року сказано:
“Наші формування перейшли в наступ на станції Костянтинівка та після чотирьох годин боїв зайняли її. Переслідуючи противника, дійшли до села Плещіївка.”
У розмові командира групи військ Харківського напрямку із представником штабу 8 лютого 1919 року, згадується, що у Плещіївці, Олександровому та Іванопіллі розташовуються 1-й та 3-й батальйони 11-го полку.
Згадки про Плещіївку можна зустріти також з іншого боку фронту цієї війни у книзі "Щоденник Добровольця":
"25.02.1919. Підійшло підкріплення Корнилівців і наші формування перейшли в наступ та погнали червоних. В цей день ми зайняли Неліпівку, Щербинівку, станцію Кривий Торець та Плещіївку. На ніч ми зупинилися на станції Кривий Торець в будинку декого Гомона, в якому червоні спричинили повний розгром."
"2.03.1919. Годині десь о 10-й ми виїхали на позицію. Потім, коли наші формування залишили Плещіївку, ми також відійшли трохи назад та стримували наступ червоних, які ліворуч підтискали Леонідівку, бажаючи відрізати Кривий Торець від Залізної."
"9.03.1919. Ми встигли пообідати, як довелося вже збиратися на позицію. Червоні тиснули сильно з усіх боків та обійшли нас праворуч та ліворуч. Попереду Залізної вони знову зайняли Костянтинівку, Плещіївку та Кривий Торець і позаду нас зайняли Ново-Бахмутівку та станцію Скотувату."
1936 року значилося як залізничний роз'їзд Плещіївка і підпорядковувалося Іванопільській сільській раді.
На топографічних мапах 1940-х років на місці села значиться безіменний радгосп. Плещіївка була шостим відділенням радгоспу "Берестовий". Про це згадується у біографії механізатора - Миколи Івановича Лютого, який народився 3 лютого 1940 року у селі Катеринівка. Від 1947 року навчався у сільській школі села Плещіївка, а з п’ятого класу - у селі Іванопілля.
Після навчання він влаштувався у колгосп в селі Плещіївка причіпником. Пізніше став працювати на тракторі механізатором. Закінчив Слов’янське сільськогосподарське училище. Після - працював трактористом у відділенні №6 радгоспу "Берестовий". За рік обробляв 1300 гектарів, тоді як інші механизатори - тільки 800.
Проживав у селі Плещіївка. Помер 18 травня 2007 року. Похований на сільському цвинтарі Плещіївки.
По іншу сторону Кривого Торця в балці Кравецькій значиться каменоломня.
В радянський період село підпорядковувалося Клебан-Бицькій сільській раді разом із селом Катеринівка.
Пізніше входило до відновленої Катеринівської сільської ради разом із селищем Клебан-Бик.
День Села Плещіївка відзначає в останню суботу серпня.

## Населення
За даними перепису 2001 року населення села становило 591 осіб, із них 93,74 % зазначили рідною мову українську та 6,26 % — російську.

## Інфраструктура
- Плещіївський сільський клуб;
- Заклад дошкільної освіти №8 "Казка".[16]

## Вулиці
- Залізнична;
- Миру;
- Травнева (колишня Першотравнева);
- Садова;
- Степова.[17]